# Гопантеновая кислота
Гопантеновая кислота — химическое соединение, кальциевая соль D-(+)-a, g-диокси-b, b-димелбутирил — аминомасляной кислоты, или кальциевая соль D-(+)-гомопантотеновой кислоты. В России используется как лекарственное средство, по утверждениям производителя, обладает ноотропными свойствами. По химической структуре гопантенат кальция можно рассматривать как видоизменённую молекулу пантотеновой кислоты, включающую остаток ГАМК, который заменяет фрагмент — аланина. 
По утверждению российского производителя, по фармакологическим свойствам гопантенат кальция также имеет элементы сходства с ГАМК и пантотеновой кислотой.
Гопантеновая кислота (гопантен) относится к группе ноотропных препаратов и представляет собой структурный аналог витамина В5 — пантотеновой кислоты (пантотената). Гопантен содержит дополнительную метиленовую группу, благодаря чему имеет сходные с ГАМК и пантотенатом фармакологические характеристики .

## Физические свойства
Белый кристаллический порошок. Легко растворим в воде, очень мало растворим в спирте; pH  5 % водного раствора 7,0-9,0.

## Общая информация
История применения гопантена берет свое начало в 1978 г. в Японии, где он широко применялся в качестве активатора метаболических процессов в головном мозге . Однако спустя 10-12 лет появился ряд сообщений о тяжелых побочных эффектах препарата, в том числе с летальным исходом. Все описанные ниже случаи имели место на фоне кратного превышения доз препарата относительно рекомендуемых.
Так, японские исследователи Matsumoto M. и соавт. (1991) связали прием гопантена с развитием острой энцефалопатии . Клинический синдром у таких пациентов получил название «энцефалопатия по типу синдрома Рея» — из-за его сходства с синдромом Рея у детей . К начальным проявлениям энцефалопатии по типу синдрома Рея относятся потеря аппетита, тошнота и рвота, за которыми следует нарушение сознания. Лабораторные исследования выявляют выраженный метаболический ацидоз, тяжелую гипогликемию, гиперлактацидемию, лейкоцитоз, повышение гематокрита и мочевины в плазме крови, кетонурию . Спустя несколько дней развивается умеренная почечная и печеночная недостаточность, а также в плазме крови выявляется повышенный уровень амилазы, а также чрезвычайно высокая концентрация гопантеновой кислоты при нормальных значениях пантотената, коэнзима СоА и карнитина. Известно, что пантотеновая кислота (витамин В5) необходима человеку и животным для синтеза коэнзима СоА. Гопантен, в свою очередь, является конкурентным ингибитором пантотенаткиназы и, следовательно, химическим антагонистом биосинтеза СоА. Этот антагонистический, ингибирующий эффект гопантена реализуется во время стрессовой для организма ситуации — например, инфекции, длительного голодания или неполноценного питания. При недостатке CoА нарушается бета-окисление и усиливается омега-окисление длинноцепочечных жирных кислот, которые укорачиваются до среднецепочечных дикарбоновых кислот. Дикарбоновые кислоты выводятся в избыточном количестве с мочой, что приводит к дикарбоновой ацидурии, которая, в свою очередь, является причиной метаболического ацидоза и гипогликемии.
Аналогично, японские исследователи Kajita M. и соавт. (1990) описали случай острого нарушения сознания, ассоциированного с приемом гопантена трехлетним мальчиком c аутизмом и задержкой развития. Ежедневно на протяжении трех месяцев он получал 1,5 г гопантена. Клинический синдром включал лихорадку, рвоту и кому. Лабораторные исследования выявили тяжелую гипогликемию и метаболический ацидоз в отсутствие нарушений со стороны печеночных ферментов. В моче была выявлена дикарбоновая ацидурия . Ребёнку было назначено внутривенное введение глюкозы и бикарбоната с быстрым положительным ответом. После выведения из организма гопантена все клинические проявления у ребёнка полностью регрессировали. При проведении компьютерной томографии (КТ) головы визуализировались симметричные гипоинтенсивные участки в перивентрикулярном белом веществе, преимущественно вокруг задних рогов боковых желудочков. При проведении магнитной резонансной томографии в режиме Т2 в аналогичных по расположению на снимках КТ областях головного мозга были выявлены гиперинтенсивные участки. Авторы также сделали вывод о том, что большие дозы гопантена могут вызывать острую энцефалопатию путем ингибирования как митохондриального, так и пероксисомного бета-окисления липидов . В свою очередь, японские исследователи Sasaki T. и соавт. (1991) описали развитие острой энцефалопатии у двухлетней девочки с задержкой психомоторного развития, которая в течение месяца получала 0,5 г гопантена в сутки. В лабораторных анализах были выявлены гипогликемия, гиперпролактинемия, повышение в крови уровня молочной и пируватных кислот, некетоновая ацидурия. Спустя полгода после эпизода острой энцефалопатии у девочки манифестировал синдром Ретта, острая деструктивная стадия, клинически проявляющийся задержкой психомоторного развития с потерей речи, специфическими стереотипическими движениями рук, аутистическим поведением и судорогами . Ещё один случай развития побочных эффектов гопантена был описан японскими исследователями Kimura A. и соавт. (1986) у трехлетней девочки с аутизмом. На фоне приема гопантена у девочки развилась рвота, судороги и угнетение сознания. В лабораторных анализах выявлены гипераммониемия, повышение креатинкиназы, уровня молочной и пируватных кислот в плазме крови . Кроме того, японские исследователи Otsuka M. и соавт. (1990) описали два случая развития лактоацидоза, гипогликемии и гипераммониемии с нарушением сознания и развитием энцефалопатии по типу синдрома Рея у двоих пациентов с уремией в ответ на лечение гопантеновой кислотой . В свою очередь, Noda S. и соавт. (1987) представили три случая развития острой энцефалопатии у троих пожилых пациентов (68, 67 и 72 лет), получающих гопантен 37 мг/кг/ в день в течение 4 месяцев. Клиническая и биохимическая картина была сходна с синдромом Рея. У всех троих пациентов без продромальных симптомов внезапно развились тошнота, рвота, угнетение сознания до комы и летального исхода в течение первых двух суток . Исследования побочных эффектов гопантена проводились также на животных. Так, Noda S. и соавт. (1991) изучили эффекты гопантена на собаках. Первая группа, состоящая из 7 собак, получала гопантен внутрь в возрастающих дозах в течение 8 недель. У всех собак развивалась острая энцефалопатия с анорексией, рвотой, диареей. Эффект гопанена был дозозависимый. У четырёх собак после желудочно-кишечных симптомов внезапно наступила кома. Остальные три собаки умерли в тот момент, когда они не находились под непосредственным наблюдением. В лабораторных анализах всех животных выявлялись гипогликемия, лейкоцитоз, гипераммониемия, гиперлактатемия, повышение трансаминаз. На патоморфологическом уровне у всех собак был выявлен микровезикулярный стеатогепатоз и митохондриальные нарушения в виде крист и кристаллоидных включений в печени. Вторая группа, состоящая из 4 собак, помимо гопантена в возрастающих дозах, получала пантотеновую кислоту — также в течение 8 недель. За этот период все 4 собаки выжили, и только у одной развилась легкая анорексия. При этом ни у одной из 4 собак не было обнаружено значимых биохимических изменений, стеатогепатоза и митохондриальных нарушений. Таким образом, было показано, что прием пантотената совместно с гопантеном предотвращает развитие острой энцефалопатии.
Кроме того, Yong-Mei Zhang Y.-M. и соавт. (2007) исследовали нокаутированных по пантотенат киназе мышей. Авторы показали, что гопантен драматически снижает уровень СоА в печени, что критически отражается на митохондриальных функциях, включая глюконеогенез. При этом у мышей развивалась тяжелая гипогликемия, снижение уровня инсулина и кортикостерона, повышение уровня глюкагона и карнитина.

## Фармакологические свойства
Согласно утверждениям российского производителя, гопантеновая кислота — ноотропное средство..

### Фармакодинамика
Согласно инструкции, гопантен обладает нейрометаболическими, нейропротекторными и нейротрофическими свойствами, оказывает стимулирующее действие на ЦНС на фоне церебральной недостаточности экзогенно-органического генеза, улучшает работоспособность, активизирует умственную деятельность, снижает моторную возбудимость, упорядочивает поведение, оказывает противосудорожное действие. В российской клинической практике применяется при умственной отсталости, задержке психического и речевого развития, церебрастеническом синдроме; для коррекции побочных действий антипсихотических средств, при эпилепсии (в составе комплексной терапии), остаточных проявлениях перенесенной нейроинфекции, поствакцинальном энцефалите, черепно-мозговой травме, церебральной органической недостаточности у больных шизофренией (в составе комплексной терапии), гиперкинезах, расстройствах мочеиспускания (энурез, дневное недержание мочи, поллакиурия, императивные позывы). Повышает устойчивость мозга к гипоксии и воздействию токсичных веществ, стимулирует анаболические процессы в нейронах, сочетает умеренное седативное действие с мягким стимулирующим эффектом, обладает противосудорожным действием, снижает моторную возбудимость с одновременным упорядочением поведения. Повышает умственную и физическую работоспособность. Способствует нормализации содержания ГАМК при хронической алкогольной интоксикации и последующей отмене этанола. Проявляет анальгезирующее действие.

### Фармакокинетика
Согласно инструкции, гопантен после приема внутрь быстро всасывается в желудочно-кишечный тракт. TCmax — 1 ч. Наибольшие концентрации создаются в печени, почках, в стенке желудка и коже. Проникает через ГЭБ. Не метаболизируется. Выводится в неизменённом виде в течение 48 ч: 67,5 % от принятой дозы — с мочой, 28,5 % — с калом.

## Эффективность и безопасность
По состоянию на 2018 год слепых плацебо-контролируемых испытаний препарата не проводилось. В частности, по европейским и американским медицинским стандартам и законодательству, он не может быть использован в медицинской практике.

## Применение
Показания к применению гопантеновой кислоты: Цереброваскулярная недостаточность, вызванная атеросклеротическими изменениями сосудов головного мозга, сенильная деменция (начальные формы), резидуальные органические поражения мозга у лиц зрелого возраста и пожилых, церебральная органическая недостаточность у больных шизофренией. У больных с органическими поражениями головного мозга различной этиологии уменьшает выраженность тиков, гиперкинезов, миоклонуса и тормозит моторную возбудимость.
Кальция гопантенат применяется при джексоновской эпилепсии, паркинсонизме, треморе, при нейролептическом синдроме, клинической форме заикания у детей. Эффективность кальция гопантената при экстрапирамидных гиперкинезах научно не доказана.
Применяют кальция гопантенат у детей при умственной недостаточности, олигофрении, при задержке развития речи, а также (в комплексной терапии, а иногда самостоятельно) при эпилепсии, особенно при полиморфных приступах или малых эпилептических припадках.
Назначают кальция гопантенат также в комплексе с противосудорожными средствами при эпилепсии с явлениями заторможенности, при нейроинфекциях и черепно-мозговых травмах. При разных формах эпилепсии наблюдается положительный эффект, за исключением общих судорожных припадков. Доказательств эффективности при миоклонической эпилепсии нет.
Применяют также при подкорковых гиперкинезах, в том числе (в качестве корректора) при нейролептическом экстрапирамидном синдроме.
Гопантен противопоказан при гиперчувствительности, острых тяжелых заболеваниях почек, в первом триместре беременности.

## Побочные эффекты
При использовании кальция гопантенат возможны аллергические реакции (ринит, конъюнктивит, кожная сыпь). В этих случаях препарат отменяют. Также есть сведения, что приём гопантеновой кислоты в некоторых случаях может вызывать острую летальную печёночную энцефалопатию вследствие дефицита пантотеновой кислоты, антагонистом которой является гопантеновая кислота.

### Взаимодействие
Согласно прилагаемой к препарату инструкции, пролонгирует действие барбитуратов, усиливает эффекты противосудорожных лекарственных средств, ноотропных и средств, стимулирующих центральную нервную систему, действие местных анестетиков (прокаина); предотвращает побочные явления фенобарбитала, карбамазепина, антипсихотических средств (нейролептиков); действие гопантеновой кислоты усиливается в сочетании с глицином, ксидифоном.

## Условия отпуска из аптек
Лекарственные препараты, в состав которых входит гопантеновая кислота, отпускаются по рецепту врача. 
- ПИК-ФАРМА